# الجائزة العالمية للرواية العربية (2018)
الجائزة العالمية للرواية العربية لعام 2018، هي الدورة الحادية عشرة من الجائزة العالمية للرواية العربية، أعلن عن قائمتها الطويلة في 17 يناير 2018، والقائمة القصيرة في 21 فبراير 2018، وذلك بعد قراءة ومناقشة مستفيضة لقائمة طويلة من الروايات المشاركة، التي زادت على 121 رواية منشورة باللغة العربية، ينتمي كتابها إلى 14 بلدًا عربيًا، ومنحت الجائزة في 24 أبريل 2018، لرواية حرب الكلب الثانية للروائي الأردني الفلسطيني إبراهيم نصر الله.

## تفاصيل
أُعلن يوم الأربعاء، 17 يناير 2018، عن القائمة الطويلة للروايات المرشحة لنيل الجائزة لعام 2018، وتشتمل القائمة على 16 رواية تم اختيارها من بين 124 رواية، ينتمي كتابها إلى 14 بلدًا عربيًا، تم نشرها في الفترة ما بين تموز/يوليو 2016 وحزيران/يونيو 2017.
ومن بين الروائيين الـ16 الذين وصلت أعمالهم إلى القائمة الطويلة ثمة العديد من الأسماء المألوفة، من بينهم ثلاثة سبق أن وصلوا إلى القائمة القصيرة للجائزة، هم: الفلسطيني عاطف أبو سيف (عن رواية «حياة معلقة» 2015)، السوداني أمير تاج السر (عن رواية «صائد اليرقات» 2011) والأردني إبراهيم نصر الله (عن رواية «زمن الخيول البيضاء» 2009). وسبق أن ترشح تاج السر ونصر الله للقائمة الطويلة وأشرفا على ندوة الجائزة (ورشة إبداع للكتاب الناشئين الموهوبين)، بالإضافة إلى خمسة روائيين سبق وأن أُدرجوا على القائمة الطويلة، وهم: أنطوان الدويهي، وطالب الرفاعي، وأمين الزاوي، وفادي عزّام، وحامد الناظر. كما شهدت دوره هذا العام من الجائزة ظهور أسماء كتاب للمرة الأولى على القائمة الطويلة وهم: شهد الراوي، وليد الشرفا، أحمد عبد اللطيف، رشا عدلي، عزيز محمد، أمجد ناصر، ديمة ونّوس، حسين ياسين.
وتتألف لجنة التحكيم للعام 2018 من الأكاديمي الناقد الشاعر الروائي المسرحي الأردني إبراهيم السعافين (رئيس اللجنة)، والأكاديمية المترجمة الروائية الشاعرة الجزائرية إنعام بيوض، والكاتبة المترجمة السلوفينية باربرا سكوبيتس، والروائي القاص الفلسطيني محمود شقير، والكاتب الروائي السوداني الإنجليزي جمال محجوب.
وكانت «فلور مونتنارو» منسقة جائزة البوكر العالمية للرواية العربية، قالت في بيان سابق: «كما في كل الدورات السابقة، عدد الروايات لكتاب مصريين أكبر من عدد الكتاب من الدول أخرى، حيث ترشحت 34 رواية لمؤلفين مصريين، ما يعادل 27 بالمائة من كل الترشيحات، وبعدها جاءت 12 رواية لكتاب سوريين (9.6 بالمائة) و11 رواية (8.8 بالمائة) لكتاب من العراق»، وحول المشاركات النسائية، أشارت «مونتنارو» إلى: «مشاركة 30 كاتبة، ما يعادل 24 بالمائة من إجمالي عدد المشاركين، ما يعنى أن نسبة الكاتبات المشاركات ازداد عن العام الماضي، حيث كانت نسبة الكاتبات المشاركات بأعمال روائية، قدّرت بـ 20 بالمائة من ترشيحات العام 2017». وتم الإعلان عن اسم الرواية الفائزة في 24 أبريل (حرب الكلب الثانية) في احتفال أقيم عشية افتتاح معرض أبوظبي الدولي للكتاب. وتتألف القائمة الطويلة والقصيرة من الروايات التالية:
القائمة القصيرة:
| - الحالة الحرجة للمدعو ك. (عزيز محمد) - حرب الكلب الثانية (إبراهيم نصر الله) - الخائفون (ديمة ونوس) | - زهور تأكلها النار (أمير تاج السر) - ساعة بغداد (شهد الراوي) - وارث الشواهد (وليد الشرفا) |

القائمة الطويلة:
| - آخر الأراضي (أنطوان الدويهي) - بيت حدد (فادي عزام) - الحاجة كريستينا (عاطف أبو سيف) - حصن التراب (أحمد عبد اللطيف) - الساق فوق الساق (أمين الزاوي) | - شغف (رشا عدلي) - الطاووس الأسود (حامد الناظر) - علي: قصة رجل مستقيم (حسين ياسين) - النجدي (طالب الرفاعي) - هنا الوردة (أمجد ناصر) |